# Michael Bloomfield
Michael Bloomfield (ur. 16 marca 1959 we Flint w stanie Michigan) – amerykański astronauta.

## Życiorys
W 1977 ukończył szkołę w Lake Fenton w Michigan, a w 1981 inżynierię mechaniczną na United States Air Force Academy, 1981-1983 przechodził kurs pilotażu w Vance Air Force Base w Oklahomie, później był pilotem myśliwskim i instruktorem lotniczym w Holloman Air Force Base w Nowym Meksyku, bazie lotniczej w Bitburgu (Niemcy) i Langely Air Force Base w Wirginii. W 1992 szkolił się w U.S. Air Force Test Pilot School, później testował modele samolotów w Edwards Air Force Base w Kalifornii. Dosłużył się stopnia pułkownika. 8 grudnia 1994 został wybrany przez NASA kandydatem na astronautę, od marca 1995 przechodził szkolenie w Centrum Lotów Kosmicznych imienia Lyndona B. Johnsona.
Od 26 września do 6 października 1997 był pilotem misji wahadłowca Atlantis STS-86 na stację kosmiczną Mir trwającej 10 dni, 19 godzin i 20 minut. Od 1 do 11 grudnia 2000 jako pilot brał udział w misji STS-97 na Międzynarodową Stację Kosmiczną trwającej 10 dni, 19 godzin i 57 minut. Od 8 do 19 kwietnia 2002 był dowódcą misji STS-110 na Międzynarodową Stację Kosmiczną trwającej 10 dni, 19 godzin i 42 minuty.
Łącznie jego misje trwały 32 dni, 10 godzin i 59 minut. Opuścił NASA 13 lipca 2007.